# メガネイルカ
メガネイルカ（眼鏡海豚、Phocoena dioptrica) はクジラ目ハクジラ亜目ネズミイルカ科ネズミイルカ属に属するイルカである。
観察されることは稀な珍しいイルカである。
名前の通り、眼の周囲に眼鏡をかけているかのような輪状の模様があるため、他の種類のイルカとの識別は容易である。
多くの場合、二重の輪になっており、眼の周囲に濃い色の輪があり、さらにその周囲に明るい色の輪がある。

## 分類学
メガネイルカは、ブエノスアイレス近くの海岸に漂着した標本に基づき、1912年、Lahilleにより新種として報告された。
その後、フエゴ島で別の頭部標本が発見され、最初は別の種であると考えられ、Phocoena dioptricaという仮の名前が付けられた。
さらにその後、フエゴ島で見つかった頭部標本は、Lahilleの報告した新種と同種であることが判明し、結局、Lahilleの報告した新種のイルカにはPhocoena dioptricaという学名が付けられた。
dioptricaという種小名は、メガネイルカの特徴である眼の周囲の二重の輪を意味するラテン語に由来する。

## 形態

ヒトとの大きさの比較。

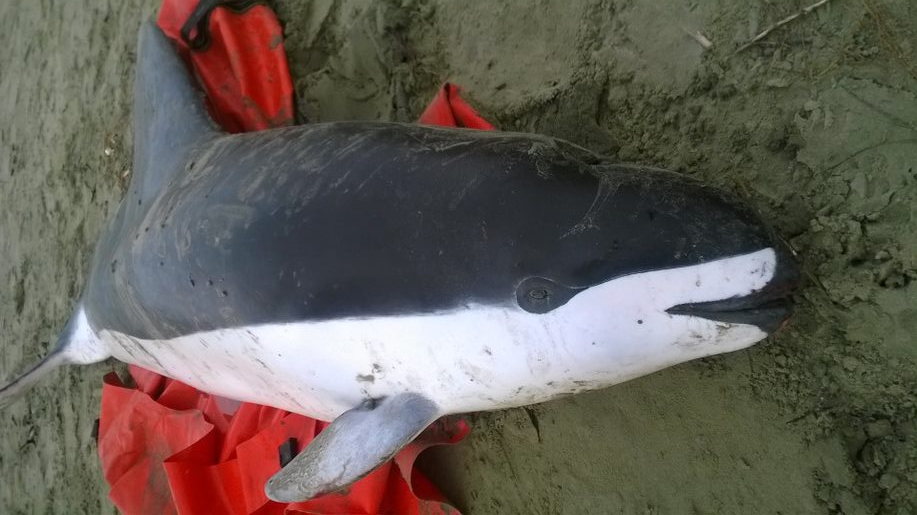
ニュージーランド・ダニーデンの近郊に漂着した個体。

メガネイルカの体型はがっしりしており、頭部は小さく、口吻の突出はほとんどない。胸びれは小さく、頭部近くに位置する。成体の雄は大きく後縁の丸い背びれを有するが、雌のものは小さく三角形である。尾びれは小さく、中央に切れ込みがある。背びれや背中は濃い灰色あるいは黒色であり、腹側は明るい灰色あるいは白色であって、境界は明確である。また口の周囲の「唇」に当たる部分は黒く、口の端から胸びれに向かって1 - 2本の暗灰色の細い筋が続く。そこから線は淡い灰色になり胸びれ前縁を走る。
産まれた直後の体長は80cm程度であり、雄は2.2mくらいまで成長し、雌は雄よりも若干小柄である。性成熟する年齢や寿命などは不明である。
泳ぐのは速い。

## 分布と生息数
メガネイルカは亜南極から南極圏にかけての海域に棲息すると考えられている。
フエゴ島において、頭蓋骨標本が多数発見されていることから、その付近での生息数は比較的多いだろうと考えられている。
メガネイルカが観察された海域としては、大西洋ではブラジル沖、フォークランド諸島、サウスジョージア・サウスサンドウィッチ諸島、南太平洋ではオークランド、タスマニア島、南オーストラリア、南インド洋ではハード島、ケルゲレン諸島などが挙げられる。
最南端の目撃例は、ドレーク海峡（南緯58度）におけるものである。
公海で目撃されることはほとんどない。
全生息数は不明である。
IUCNのレッドリストでは「情報不足」 (DD:Data Deficient) に分類されている。